# Calliandra staminea
Calliandra staminea là một loài thực vật có hoa trong họ Đậu. Loài này được (Thunb.) Barneby miêu tả khoa học đầu tiên.